# Yohan Blake
Yohan Blake (Saint James, 26 de dezembro de 1989) é um velocista campeão mundial e olímpico jamaicano. É o segundo homem mais rápido da história tendo feito sua melhor marca pessoal nos 100m e também terceira melhor marca da história com 9.69 pela Diamond League 2012  e a segunda melhor marca da história pros 200m com 19.26 na Diamond League 2011. Atende pelo apelido de "The Beast" (A Besta).

## Início
Ex-praticante de críquete que passou para o atletismo, por insistência do técnico impressionado com sua velocidade, em 2007 ele quebrou o recorde jamaicano júnior para os 100 m rasos, com a marca de 10s11, no CARIFTA Games, em Turks e Caicos, no Caribe, onde também integrou a equipe do revezamento 4x100 m jamaicano que conquistou a medalha de ouro no evento.
Em julho de 2009, aos 19 anos, quebrou a barreira dos 10s na prova, marcando 9,96s no Golden Gala, em Roma, chegando atrás apenas de Asafa Powell e Tyson Gay. Uma semana depois, abaixou novamente seu tempo pessoal para 9,93s no Meeting Areva, em Paris, em prova vencida por Usain Bolt.

## Doping
Pouco antes do Campeonato Mundial de Atletismo de 2009, em Berlim, Blake e mais quatro atletas jamaicanos testaram positivo para o estimulante dimetilamilamina. Um comitê disciplinar da Comissão Anti-Doping da Jamaica inocentou os atletas de cometerem alguma infração, já que a droga não consta da lista de substâncias proibidas pela WADA, a Agência Mundial Anti-Doping. Entretanto, a comissão apelou do veredito de seu próprio comitê disciplinar afirmando que os atletas deveriam ser penalizados já que a droga é muito similar em estrutura à substância banida tuamine. Como o Comitê deixou para resolver sobre a apelação após o Mundial, a Federação de Atletismo Amador da Jamaica tomou a precaução de retirar Blake da prova para a qual estava inscrito, o revezamento. Após o torneio, o tribunal de apelação decidiu que uma suspensão seria mais apropriada e Blake e os demais foram suspensos das competições por três meses.

## Daegu 2011 e Londres 2012
No Campeonato Mundial de Atletismo de 2011, em Daegu, na Coreia do Sul, Blake ganhou a prova dos 100 m, com a marca de 9s92, depois do grande favorito Usain Bolt ser desqualificado por ter feito uma largada falsa. Com 21 anos e 245 dias de idade, ele tornou-se também o mais jovem campeão mundial dos 100 m, substituindo o norte-americano Carl Lewis, que venceu a mesma prova na edição inaugural do Mundial, em Helsinque 1983, quando tinha 22 anos e 38 dias de idade. Dias depois, junto com Bolt, Nesta Carter e Michael Frater, ganhou mais uma medalha de ouro no revezamento que quebrou o recorde mundial da prova - 37s04 - neste evento.
Em setembro do mesmo ano, na edição de Zurique da Diamond League, ele derrotou Asafa Powell pela primeira vez, vencendo os 100 m em 9s82, sua melhor marca pessoal até então. Na semana seguinte, no meeting final da Liga em Bruxelas, venceu os 200 m rasos em 19s26, a segunda melhor marca de todos os tempos para a distância, atrás apenas do recorde mundial de Bolt e mais de meio segundo mais rápido que seu melhor tempo anterior, 19s75, de 2010.
Blake começou a temporada de 2012 de maneira avassaladora, fazendo a primeira marca abaixo dos 10s para os 100 m no UTech Classic, em Kingston, na Jamaica - 9s90. No torneio qualificatório para os Jogos Olímpicos, ele derrotou Usain Bolt nos 100 m rasos, com a marca de 9,75s, o que fez dele o quarto homem mais rápido da história da prova. Além dos 100 m, ele também derrotou Bolt nos 200 m, com o tempo de 19s80.
Londres 2012 foram os primeiros Jogos Olímpicos de que Blake participou. Ele chegou a Londres com a fama de ser o mais sério desafiante à supremacia de Bolt nas duas provas de velocidade. Nas finais de ambas, entretanto, Usain Bolt manteve sua coroa e ele teve que se contentar com a medalha de prata nas duas provas, marcando 9s75 para os 100 m - igualando sua melhor marca - e 19s44 para os 200 rasos. Ele veio a tornar-se campeão olímpico integrando o revezamento 4x100 junto com Bolt, Frater e Carter, que quebrou mais uma vez o recorde mundial da prova - 36s84 - no último dia dos Jogos.